# Ramiro Vargas
Ramiro Vargas (22 oktober 1958) is een voormalig Boliviaans voetballer, die speelde als verdediger. Hij beëindigde zijn actieve loopbaan in 1989 bij de Boliviaanse club Club Bolívar.

## Clubcarrière
Vargas begon zijn professionele loopbaan in 1978 bij Club Bolívar en bleef die club tien jaar trouw. Met Bolívar won hij zesmaal de Boliviaanse landstitel: 1978, 1982, 1983, 1985, 1987, 1988.

## Interlandcarrière
Vargas speelde in totaal 21 officiële interlands voor Bolivia in de periode 1977-1989. Onder leiding van bondscoach Wilfredo Camacho maakte hij zijn debuut op 29 oktober 1977 in de WK-kwalificatiewedstrijd tegen Hongarije (6-0) in Boedapest. Hij nam met La Verde tweemaal deel aan de strijd om de Copa América: 1979 en 1983.

## Erelijst
Club Bolívar
- Liga de Boliviano

1978, 1982, 1983, 1985, 1987, 1988